# ウシはなんでも知っている
『ウシはなんでも知っている』（ウシはなんでもしっている）は、柳原陽一郎の6作目のスタジオ・アルバム。2007年11月30日にSWEETS DELI RECORDSより発売された。

## 解説
前作『ふたたび』より2年ぶりのリリース。前作と同じく水谷浩章との共同プロデュース作品。ジャケットのデザインは丸小野共生によるもの。
レコーディングでは、ジャズ・ミュージシャンが起用されていて、前年にWarehouseと柳原名義で発売された『LADIES AND GENTLEMEN!』の流れを汲んでいる。
ブックレットには前作と同じく柳原によるセルフライナーノーツが掲載されている。
収録の全14曲のうち3曲がインストゥルメンタルで、インストゥルメンタルが柳原のアルバムに収録されたのは初となった。また、『「ほんとうの話」』収録の「そしてペンギンは語る」はこの時期に制作された楽曲。
後のインタビューで、柳原は「やっと納得できたアルバム。」「完成して泣いたのはこの時の1回きり。」と語っている。

## 収録曲
| 全作詞・作曲: 柳原陽一郎、全編曲: 水谷浩章（管楽器編曲）。 |                                      |            |            |      |
| #                                                          | タイトル                             | 作詞       | 作曲・編曲 | 時間 |
| 1.                                                         | 「ゲームの規則」                     | 柳原陽一郎 | 柳原陽一郎 | 5:45 |
| 2.                                                         | 「ファミリープラン」                 | 柳原陽一郎 | 柳原陽一郎 | 5:14 |
| 3.                                                         | 「おろかな日々」                     | 柳原陽一郎 | 柳原陽一郎 | 4:52 |
| 4.                                                         | 「愛のSOLEA」                        | 柳原陽一郎 | 柳原陽一郎 | 5:43 |
| 5.                                                         | 「テキサ〜ス!」                      | 柳原陽一郎 | 柳原陽一郎 | 1:44 |
| 6.                                                         | 「夏がきたんです」                   | 柳原陽一郎 | 柳原陽一郎 | 4:33 |
| 7.                                                         | 「まわれ糸車」                       | 柳原陽一郎 | 柳原陽一郎 | 3:55 |
| 8.                                                         | 「恋はかげろう」                     | 柳原陽一郎 | 柳原陽一郎 | 4:21 |
| 9.                                                         | 「ブルースを捧ぐ」                   | 柳原陽一郎 | 柳原陽一郎 | 7:24 |
| 10.                                                        | 「ベランダからずっと」               | 柳原陽一郎 | 柳原陽一郎 | 2:04 |
| 11.                                                        | 「サボテンちゃん」                   | 柳原陽一郎 | 柳原陽一郎 | 5:03 |
| 12.                                                        | 「泣いているのはきみだけじゃないよ」 | 柳原陽一郎 | 柳原陽一郎 | 5:23 |
| 13.                                                        | 「5963」                             | 柳原陽一郎 | 柳原陽一郎 | 4:29 |
| 14.                                                        | 「Far From Home」                    | 柳原陽一郎 | 柳原陽一郎 | 2:46 |
| 合計時間:                                                  | 合計時間:                            | 63:16      |            |      |

## 曲の解説
1. ゲームの規則
レゲエのマイナー調の楽曲。柳原はこの曲について「自分では元気になれる曲」と語っている[6]。
2. ファミリープラン
柳原によると「20年後の『ジャバラの夜』」で、「ジャバラの夜」「ふたりは遊牧民」の流れを汲むフォークソングと位置づけられている[6]。
3. おろかな日々
かまやつひろしの「喫茶店の会話」をモチーフとした、居酒屋での会話を歌にした楽曲[6]。間奏に「牛小屋」と同じ「よんよこよんよこよんよこよんよ〜ん」という掛け声が入っている。
ベスト・アルバム『もっけの幸い』にも収録された。
4. 愛のSOLEA
ジェームズ・ブラウンの「マンズ・マンズ・ワールド」に触発されて書かれた楽曲[6]。
5. テキサ〜ス!
インストゥルメンタル。
6. 夏がきたんです
古くから存在する楽曲で、毎年行われていたオールナイトライブ『師走のレイトショー』にて演奏されていた楽曲。本作に収録するにあたり、アレンジし直されている。歌詞に出てくる抜け道は、当時柳原が住んでいた初台の一方通行のこと[6]。
2021年に発売されたアルバム『GOOD DAYS』には、ピアノによる弾き語りバージョンが収録された[7]。
7. まわれ糸車
タイトルの「糸車」はマハトマ・ガンジーに由来している。レコーディング中は「ミナミヨシタカ」と呼ばれていた[6]。
2021年に発売されたアルバム『GOOD DAYS』には、ピアノによる弾き語りバージョンが収録された[7]。
8. 恋はかげろう
柳原が当時ジャズ・ミュージシャンと演奏していて、「適当に長く、どうとでもなる間奏がある楽曲が必要だ」と考えて書いた楽曲[6]。
9. ブルースを捧ぐ
高円寺の酒場にて思いついた歌詞を元に、一晩で書き上げられた楽曲[6]で、柳原が2000年代に制作した楽曲で気に入っている楽曲として挙げている[8]。
ベスト・アルバム『もっけの幸い』にも収録された。
10. ベランダからずっと
インストゥルメンタル。柳原曰く「ベランダでただ風を待っているようなイメージ」[6]。
11. サボテンちゃん
オールドタイムの楽曲[6]。
12. 泣いているのはきみだけじゃないよ
歌詞について柳原は「夢に破れ辞めていく者や故郷へ帰る者へのエールを歌にした」と語っている[6]。
13. 5963
『ふたたび』の頃に制作された楽曲[6]。歌詞に「さよなら人類」と共通のフレーズがある。
14. Far From Home
アンビエント調のインストゥルメンタル。柳原曰く「マッサージ屋とかで小音量で流してもらいたい曲」[6]。

## 参加ミュージシャン
- 柳原陽一郎：Vocals, Acoustic Guitar, Piano, Accordion, Harmonica, Percussion（＃3,4）, Backing Vocals
- 水谷浩章：Bass, Backing Vocals（＃13）
- 外山明：Drums, Percussion, Backing Vocals（＃1,3,9）
- 太田朱美：Flute, Recorder
- 橋本歩：Cello
- 松本治：Trombone, Backing Vocals（＃13）
- 木幡光邦：Trumpet
- 藤倉嗣久：Electric Guitar, Acoustic Guitar（＃7）
- 向島ゆり子：Violin

## いつかウシになる日まで 〜柳原陽一郎ドキュメント'07〜'08
『いつかウシになる日まで〜柳原陽一郎ドキュメント'07〜'08』（いつかウシになるひまで・やなぎはら よういちろう・ドキュメンタリー・ゼロナナ・ゼロハチ）は、柳原陽一郎の初の映像作品。
2007年に発売された柳原の6thアルバム『ウシはなんでも知っている』のレコーディング風景や2008年2月に新宿ピット・インにて行われたライブの映像が収録されている。
2009年3月14日に一般発売が開始された。
1. ファミリープラン
2. ブルースを捧ぐ
3. パラシュート
4. 愛のSOLEA
5. オリオンビールの唄
6. 恋はかげろう
7. サボテンちゃん
8. おろかな日々
9. さよなら人類
10. 泣いているのはきみだけじゃないよ
11. レコーディング風景&おまけ映像